# Bodzanowo (powiat radziejowski)
Bodzanowo – wieś w Polsce położona w województwie kujawsko-pomorskim, w powiecie radziejowskim, w gminie Dobre.

## Podział administracyjny
W latach 1975–1998 miejscowość należała administracyjnie do województwa włocławskiego. Wieś sołecka (zobacz BIP).

## Demografia
W 1827 r. w Bodzanowie mieszkało 210 osób. Według Narodowego Spisu Powszechnego (III 2011 r.) wieś liczyła 142 mieszkańców. Jest dziewiątą co do wielkości miejscowością gminy Dobre.

## Historia wsi
Według Słownika geograficznego Królestwa Polskiego z roku 1880 Bodzanowo należało do parafii Byczyna.
Bodzanowo w roku 1489 wymieniane jest jako wieś królewska, którą od roku 1616 otrzymał w zastaw Ł. Mielżyński. W roku 1789 majątek użytkuje Aleksander Modliński. Po III rozbiorze Polski (1795 r.) dawną królewszczyznę za zasługi dla królestwa Prus otrzymuje generał Henryk Rudolf Bischofswerder, który majątek odsprzedał hrabiemu Lüttichau, a ten sprzedał dalej Maciejowi von Waldorff Wolickiemu. W 1827 r. w Bodzanowie było 19 domów, w których mieszkało 210 osób. W czasie gdy właścicielem Bodzanowa był Ludwik Biesiekierski w majątku wybudowano murowane budynki gospodarcze, pałac i urządzono ogród owocowy i park angielski. W roku 1881 majątek ziemski wraz z folwarkiem Adolfów (nazwa folwarku od imienia Adolf - syna Biesiekierskiego) miał powierzchnię 1686 mórg. We wsi były też grunty włościańskie o powierzchni 317 mórg oraz nowych włościan uwłaszczonych na folwarkach mórg 20.
Dnia 19 lutego 1863 w Bodzanowie Rosjanie aresztowali 5 powstańców zajmujących się przekuwaniem kos, na kosy bojowe u miejscowego kowala. W Adolfinie zmarł na początku 1890 Bartłomiej Nowak przywódca chłopski z powstania styczniowego na Kujawach. W roku 1881 właścicielem Bodzanowa i Adolfina był Józef Sikorski. Przed 1939 właścicielem majątku ziemskiego w Bodzanowie o powierzchni 554 ha był Teofil Sikorski. Tuż przed wojną część majątku ziemskiego odkupili Wrzalińscy.